# Guinea az 1988. évi nyári olimpiai játékokon
Guinea a dél-koreai Szöulban megrendezett 1988. évi nyári olimpiai játékok egyik részt vevő nemzete volt. Az országot az olimpián 3 sportágban 6 sportoló képviselte, akik érmet nem szereztek.

## Atlétika
Férfi
| Versenyző    | Versenyszám | Előfutam | Előfutam | Előfutam | Negyeddöntő | Negyeddöntő | Negyeddöntő | Elődöntő | Elődöntő | Elődöntő | Döntő   | Döntő    |
| Versenyző    | Versenyszám | Idő      | Hely.    | Össz.    | Idő         | Hely.       | Össz.       | Idő      | Hely.    | Össz.    | Idő     | Helyezés |
| ------------ | ----------- | -------- | -------- | -------- | ----------- | ----------- | ----------- | -------- | -------- | -------- | ------- | -------- |
| Robert Loua  | 100 m       | 11,20    | 6.       | 91.      | kiesett     | kiesett     | kiesett     | kiesett  | kiesett  | kiesett  | kiesett | kiesett  |
| Robert Loua  | 200 m       | 22,78    | 6.       | 68.      | kiesett     | kiesett     | kiesett     | kiesett  | kiesett  | kiesett  | kiesett | kiesett  |
| Alassane Bah | Maraton     |          |          |          |             |             |             |          |          |          | 3:06:27 | 96.      |

## Birkózás
Szabadfogású
| Versenyző           | Versenyszám | Vigaszágas kiesés                                                                                                 | Vigaszágas kiesés | Helyosztók        | Helyosztók        | Bronz- mérkőzés   | Döntő             | Helyezés    |
| Versenyző           | Versenyszám | Vigaszágas kiesés                                                                                                 | Vigaszágas kiesés | 7. helyért        | 5. helyért        | Bronz- mérkőzés   | Döntő             | Helyezés    |
| Versenyző           | Versenyszám | Ellenfél Eredmény                                                                                                 | Hely.             | Ellenfél Eredmény | Ellenfél Eredmény | Ellenfél Eredmény | Ellenfél Eredmény | Helyezés    |
| ------------------- | ----------- | --- | ----------------- | ----------------- | ----------------- | ----------------- | ----------------- | ----------- |
| Ousmane Diallo      | 52 kg       | A csoport · Šaban Trstena (YUG) · 0–15 · Valentin Jordanov (BUL) · 1–17                                           | 10.               | kiesett           | kiesett           | kiesett           | kiesett           | helyezetlen |
| Mamadou Diaw Diallo | 74 kg       | A csoport · Naresh Kumar (IND) · passzivitás · Djiby Diouf (SEN) · passzivitás · Uwe Westendorf (GDR) · kétvállas | 11.               | kiesett           | kiesett           | kiesett           | kiesett           | helyezetlen |

## Ökölvívás
| Versenyző          | Versenyszám | Selejtező                   | 32-es főtábla     | Nyolcaddöntő      | Negyeddöntő       | Elődöntő          | Döntő             | Helyezés |
| Versenyző          | Versenyszám | Ellenfél Eredmény           | Ellenfél Eredmény | Ellenfél Eredmény | Ellenfél Eredmény | Ellenfél Eredmény | Ellenfél Eredmény | Helyezés |
| ------------------ | ----------- | --------------------------- | ----------------- | ----------------- | ----------------- | ----------------- | ----------------- | -------- |
| Samba Jacob Diallo | Harmatsúly  | Felipe Nieves (PUR) · 0:5   | kiesett           | kiesett           | kiesett           | kiesett           | kiesett           | 33.      |
| Serigne Fall       | Pehelysúly  | Jarmo Eskelinen (FIN) · 0:5 | kiesett           | kiesett           | kiesett           | kiesett           | kiesett           | 33.      |